# Cynorkis elegans
Espèce
Synonymes
- Bicornella elegans (Rchb.f.) Szlach. & Kras (2006)[1]
- Cynorkis elata Rolfe (1891)[2]
- Gymnadenia muricata Brongn. (1898)[3]

Cynorkis elegans est une espèce de plantes à fleurs de la famille des Orchidaceae (les orchidées).
L'espèce est trouvée à Madagascar.

## Publication originale
- Heinrich Gustav Reichenbach, 1888. Flora, 71: 150.